# Tim Hunter
Pour les articles homonymes, voir Hunter.
Tim Hunter, né le 15 juin 1947 à Los Angeles, en Californie, est un réalisateur et scénariste américain de télévision et de cinéma. Il est le fils du réalisateur Ian McLellan Hunter.

## Biographie
Tim Hunter est diplômé de l'Université Harvard en 1968.
Depuis le début des années 1980, il réalise des dizaines d'épisodes de séries télévisées, pour Breaking Bad, La Caravane de l'étrange, La Vie à tout prix (Chicago Hope), Preuve à l'appui, Deadwood, Falcon Crest, Homicide: Life on the Street, Dr House, New York, police judiciaire (Law and Order), Lie to Me, Mad Men, Twin Peaks, Glee, Revenge, American Horror Story, Dexter entre autres.
À partir des années 1980, il réalise des longs métrages dont Le Fleuve de la mort en 1986, qui remporta le titre du meilleur film au Independent Spirit Awards.

## Filmographie

### Réalisateur

#### Cinéma
- 1982 : Tex
- 1985 : Sylvester
- 1986 : Le Fleuve de la mort (River's Edge)
- 1989 : Un intrus dans la ville (Paint It Black)
- 1993 : Le Saint de Manhattan (The Saint of Fort Washington)
- 1997 : Le Maître du jeu (The Maker)
- 2003 : The Failures
- 2004 : Control
- 2018 : The Watcher (Looking Glass)

#### Télévision
- 1988-1990 : Falcon Crest
- 1990 : Beverly Hills 90210
- 1990 : Twin Peaks
- 1991 : Trouble Jeu (Lies of the Twins)
- 1994 : Chicago Hope : La Vie à tout prix
- 1994-1995 : Homicide
- 1996 : The Colony
- 1996 : L'Angoisse d'une mère (The People Next Door)
- 1999 : Mean Streak
- 2000 : Profiler
- 2001 : Anatomy of a Hate Crime
- 2002 : L'Enfer à domicile
- 2003-2005 : Preuve à l'appui
- 2003-2005 : La Caravane de l'étrange
- 2004 : Les 4400
- 2004 : Les Experts : Manhattan
- 2007 : Kings of South Beach
- 2008-2009 : Dexter

### Scénariste
- 1979 : Violences sur la ville de Jonathan Kaplan
- 1982 : Tex